# Kelemantan
Kelemantan is een bestuurslaag in het regentschap Bengkalis van de provincie Riau, Indonesië. Kelemantan telt 1985 inwoners (volkstelling 2010).